# 華特迪士尼動畫工作室
華特迪士尼动画工作室（英語：Walt Disney Animation Studios）是一个总部位于美国加州伯班克的动画工作室。它以此名义成立于1923年，并于1929年重新建立成为迪士尼兄弟动画工作室，隶属于华特迪士尼公司。它一直为迪士尼公司生产动画电影（动画长片）。